# Västerbottens läns och Norrbottens läns valkrets
Västerbottens läns och Norrbottens läns valkrets var under perioden 1922–1970 en egen valkrets i första kammaren i den svenska riksdagen. Valkretsen var en sammanslagning av de tidigare Västerbottens läns valkrets och Norrbottens läns valkrets, vilka däremot i andra kammaren förblev två separata valkretsar under hela perioden.
Antalet mandat var nio 1922–1934 och därefter tio 1935–1970.

## Riksdagsledamöter

### 1922
- Olof Bergqvist, n
- Herman Rogberg, n
- Nils Gabrielsson, bf
- John Almkvist, lib s
- Erik Eriksson, lib s (21/1–31/12 1922)
- Paul Hellström, lib s
- Gustav Rosén, lib s
- Manne Asplund, s
- Carl Winberg, k

### 1923–1930
- Olof Bergqvist, n
- Herman Rogberg, n (1923–1926)
  - Johan Algot Stenberg, n (1927–1930)
- Nils Gabrielsson, bf 1923–1925, n 1926–1930
- John Almkvist, lib s 1923, fris 1924–1930
- Paul Hellström, lib s 1923, fris 1924–1927 (1923–1927)
  - David Hansén, fris (1928–1930)
- Ewert Jonsson, lib s 1923, fris 1924–1930
- Gustav Rosén, lib s 1923, fris 1924–1930
- Manne Asplund, s
- Carl Winberg, k 1923–1929, k (Kilbom) 1929

### 1931–1938
- Olof Bergqvist, n 1931–1934, h 1935–1938
- Carl Fredrik Carlström, h (1935–1938; mandatet inrättat 1935)
- Nils Gabrielsson, n 1931–1934, h 1935–1938
- Carl Lindmark, n 1931–1934, h 1935–1938
- Pontus Sandström, n 1931–1934, h 1935–1938
- David Hansén, fris 1931–1934, fp 1935–1938
- Ewert Jonsson, fris 1931–1934, fp 1935–1938
- Gustav Rosén, fris (1931–1932)
  - Magnus Bäckström, fris 1933–1934, fp 1935–1938 (1933–1938)
- Manne Asplund, s
- Karl Johanson, s

### 1939–1946
- Nils Gabrielsson, h
- Carl Fredrik Carlström, h
- Torsten Caap, h  (1939–5/7 1943)
  - Ragnar Bergh, h (18/10 1943–1946)
- Magnus Bäckström, fp
- Pelle Näslund, fp
- Manne Asplund, s (1939–1942)
  - Ernst Hage, s (1943–1946)
- Karl Johanson, s
- Lage Svedberg, s
- Nils Svensson, s (1/1-7/11 1939)
  - Sven Hansson, s (2/12 1939–19/12 1944)
    - Jakob Grym, s (1945–1946)
- Sven Linderot, k

### 1947–1954
- Ragnar Bergh, h
- Per Lundgren, h
- Lars Andersson, bf
- Pelle Näslund, fp
- Jakob Grym, s
- Ernst Hage, s (1947–21/4 1949)
  - Hjalmar Nyström, s (30/4 1949–1954)
- Karl Johanson, s
- Hugo Sundberg, s
- Lage Svedberg, s
- Sven Linderot, k (1947–30/5 1949)
  - Helmer Persson, k (17/10 1949–1954)

### 1955–1962
- Ragnar Bergh, h
- Lars Andersson, bf (1955–1956)
  - Nils-Eric Gustafsson, bf/c (1957–1962)
- Per Jacobsson, fp
- Uno Olofsson, fp
- Jakob Grym, s (1955–1961)
  - Thure Dahlberg, s (1962)
- Hjalmar Nyström, s
- Lage Svedberg, s
- Thore Sörlin, s
- Hugo Sundberg, s (1955–22/8 1956)
  - Uno Hedström, s (16/10 1956–1962)
- Helmer Persson, k

### 1963–1970
- Per Petersson, h (1963–1964)
  - Bertil Strandberg, h/m (1965–1970)
- Gunvor Stenberg, h/m
- Nils-Eric Gustafsson, c
- Per Jacobsson, fp
- Thure Dahlberg, s
- Uno Hedström, s
- Hjalmar Nyström, s (1963)
  - Lennart Wanhainen, s (1964–1970)
- Gunnar Rönnberg, s
- Lage Svedberg, s
- Thore Sörlin, s